# Liste der Monuments historiques in Avolsheim
Die Liste der Monuments historiques in Avolsheim führt die Monuments historiques in der französischen Gemeinde Avolsheim auf.

## Liste der Bauwerke
| Bezeichnung       | Beschreibung | Standort                 | Kennzeichnung | Schutzstatus | Datum     | Bild           |
| ----------------- | --- | ------------------------ | ------------- | ------------ | --------- | -------------- |
| Kapelle St-Ulrich | sogenanntes Baptisterium; Vierkonchenkapelle, um 1000, zentraler achteckiger Glockenturm, zwischen 1160 und 1180; Wandgemälde aus der zweiten Hälfte des 12. Jahrhunderts | Place de l’Eglise (Lage) | PA00084593    | Classé       | 1862 1930 | weitere Bilder |

## Liste der Objekte
| Bezeichnung                                              | Beschreibung                                             | Standort                        | Kennzeichnung | Schutzstatus | Datum | Bild |
| -------------------------------------------------------- | -------------------------------------------------------- | ------------------------------- | ------------- | ------------ | ----- | ---- |
| Skulptur Madonna mit Kind                                | Holz, farbig gefasst, 18. Jahrhundert                    | in der Kirche St-Materne (Lage) | PM67000018    | Classé       | 1977  |      |
| Zwei Skulpturen: Heilige Katharina und Heilige Apollonia | Holz, farbig gefasst, 18. Jahrhundert                    | in der Kirche St-Materne (Lage) | PM67000017    | Classé       | 1977  |      |
| Prozessionskreuz                                         | Holz und Metall, vermutlich aus dem 15. Jahrhundert      | in der Kirche St-Materne (Lage) | PM67000016    | Classé       | 1978  |      |
| Skulptur Madonna mit Kind                                | Holz, farbig gefasst, vermutlich aus dem 16. Jahrhundert | in der Kirche St-Materne (Lage) | PM67000019    | Classé       | 1977  |      |